# Barry Goudreau

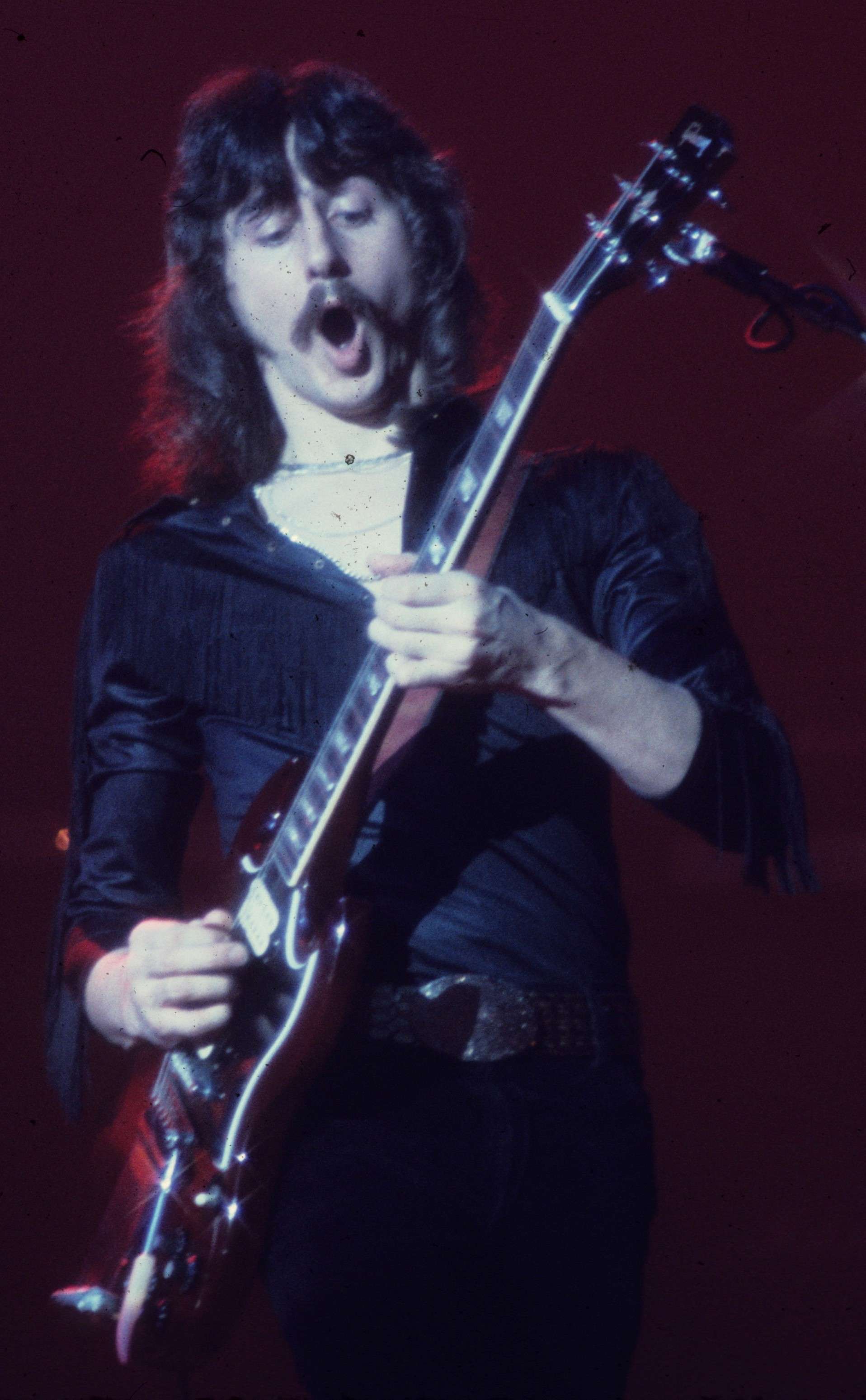
Barry Goudreau under 1970-talet.

Barry Goudreau, född 29 november 1951 i Boston, Massachusetts, är en amerikansk gitarrist, främst känd som en av två gitarrister i rockgruppen Boston.
Goudreau lärde känna de två framtida Boston-medlemmarna Tom Scholz och Brad Delp som han spelade med redan på 1960-talet. Först 1975 bildades formellt gruppen Boston och 1976 gavs deras första album ut. Goudreau medverkade på detta och uppföljarskivan Don't Look Back 1978.
1980 utkom hans första och enda studioalbum Barry Goudreau som innehöll flera sånginsatser av Boston-kollegan Brad Delp. Även Bostons trummis Sib Hashian medverkade. Låten "Dreams" var nära att gå in på Billboard Hot 100-listan. Albumets marknadsföring som refererade till Boston retade dock Tom Scholz till den grad att Goudreau fick lämna gruppen 1981. Under åren 1983-1985 spelade han i egna gruppen Orion the Hunter som gav ut ett album 1984. Även här medverkade Brad Delp på sång på några låtar.
Under 1990-talet spelade han i gruppen RTZ där Brad Delp var sångare. 2006 samarbetade han med Delp för sista gången då de skrev och spelade in låten "Rockin' Away" som utgavs 2007.